# Accidente aéreo de Virgin Galactic de 2014
El Accidente Aéreo de Virgin Galactic de 2014 fue un accidente aéreo en donde una aeronave experimental espacial turística, la SpaceShipTwo, de la empresa Virgin Galactic se estrelló en el sur de California, Estados Unidos, específicamente en el desierto de Mojave durante un vuelo de prueba el 31 de octubre de 2014. En el accidente murió el copiloto Michael Alsbury, el piloto resultó gravemente herido.
La investigación posterior de la Junta Nacional de Seguridad del Transporte (NTSB) concluyó que la ruptura fue el resultado de la activación prematura por parte de Alsbury del dispositivo de freno de aire utilizado para el reingreso atmosférico. La junta también citó salvaguardas de diseño inadecuadas, capacitación deficiente de los pilotos y falta de supervisión rigurosa por parte de la Administración Federal de Aviación (FAA) como factores importantes en el accidente.

## Accidente
El día del accidente, Enterprise estaba realizando un vuelo de prueba - vuelo 4 con motor (PF04) - en el que debía dejarse caer desde el avión de transporte White Knight Two, VMS Eve, después de despegar del puerto aéreo y espacial de Mojave. El vuelo de prueba fue el primer vuelo propulsado de la aeronave en nueve meses, e incluía la primera prueba de vuelo de un nuevo motor de cohete híbrido más potente y de mayor empuje cuyo grano de combustible estaba compuesto de nylon en lugar de caucho. El vuelo fue el 55° del avión y su 35° vuelo libre. VSS Enterprise fue piloteado por Peter Siebold y Michael Alsbury.
Según el informe de la NTSB, SpaceShipTwo cayó de la nave nodriza y disparó su nuevo motor de cohete híbrido normalmente. Aproximadamente once segundos después, el avión espacial se separó violentamente, dando sustancialmente la apariencia de una explosión, y creando un campo de escombros de 35 millas (56 km) de largo. Los testigos informaron haber visto un paracaídas antes de que el avión se estrellara. El copiloto, Michael Alsbury, murió en el accidente, y el piloto, Peter Siebold, sobrevivió con heridas graves y fue trasladado al Hospital Antelope Valley en la cercana Lancaster. El avión de transporte, VMS Eve, aterrizó con seguridad.
A pesar de la considerable conjetura temprana de los expertos de la industria de que el nuevo motor de cohete tuvo la culpa de la pérdida de VSS Enterprise, esto se descartó rápidamente cuando el motor de la nave y los tanques de propulsores se recuperaron intactos, lo que indica que no hubo explosión debido al sólido (a base de nylon) o componentes líquidos (óxido nitroso) del motor híbrido.
Una investigación preliminar y un video en la cabina indicaron posteriormente que el sistema de plumas, el dispositivo de descenso de frenado por aire de la nave, se desplegó demasiado pronto. Dos segundos después, mientras todavía estaba bajo la propulsión de un cohete, la nave se desintegró. El sistema de plumas requiere dos palancas para operar. El sistema fue desbloqueado por Michael Alsbury, pero el control de las plumas no se movió, lo que indica un calado no ordenado ya que "esa acción por sí sola no debería haber sido suficiente para girar las colas en posición vertical", según la NTSB. El sistema de plumas se había desplegado deliberadamente a velocidades supersónicas durante las pruebas de vuelo motorizadas anteriores de SS2, pero la activación previa se produjo en el aire más delgado a altitudes más altas o a velocidades mucho más bajas que el vuelo del 31 de octubre.
Con respecto a la posibilidad de que el error del piloto sea la causa inmediata del accidente, el presidente interino de la NTSB Christopher Hart dijo: "No descartamos nada. Estamos analizando todos estos problemas para determinar cuál fue la causa raíz de este accidente... Estamos mirando una serie de posibilidades, incluida esa posibilidad de error del piloto".
El incidente resultó en la primera muerte en una nave espacial en vuelo desde el desastre del Transbordador espacial Columbia en 2003. La supervivencia del piloto Peter Siebold también marca la primera vez en la historia que alguien ha sobrevivido a la destrucción de una nave espacial durante un vuelo cuando otros a bordo han muerto. Los investigadores están tratando de determinar cómo Siebold logró salir del avión cohete y lanzarse en paracaídas al suelo desde una altitud de aproximadamente 50,000 pies, una altitud prácticamente desprovista de oxígeno. El 7 de noviembre, Siebold dijo a los investigadores que el avión se rompió a su alrededor. Seguía atado a su asiento. Soltó las correas y su paracaídas luego se desplegó automáticamente. Siebold no llevaba traje de presión.

## Hechos
Durante la prueba, la aeronave sufrió una anomalía grave derivada de un error del copiloto, al accionar los frenos prematuramente.
Testigos dijeron que la nave explotó durante el vuelo luego de que uno de sus cohetes propulsores se incendiara, más tarde fue descartado.

## Conclusión
Finalmente en 2015, se informó que el accidente fue causado por una falla estructural después de que el copiloto desbloqueara el sistema de frenos demasiado pronto.

## Filmografía
Este accidente fue reseñado en la temporada 18° de la serie Mayday: catástrofes aéreas, del canal National Geographic Channel en el episodio "Misión Mortal".